# Lomatia myricoides
Lomatia myricoides är en tvåhjärtbladig växtart som först beskrevs av C. F. Gaertner, och fick sitt nu gällande namn av Karel Domin. Lomatia myricoides ingår i släktet Lomatia och familjen Proteaceae. Inga underarter finns listade i Catalogue of Life.